# Степанова Єпістинія Федорівна
Єпістинія Федорівна Степанова (18 листопада 1882 — 7 лютого 1969) — українська жінка, вісім синів якої загинули на війні, дев'ятий син помер від отриманих на фронті ран. Кавалер орденів «Мати-героїня» та Вітчизняної війни І ступеня.

## Біографія
Єпистинія Федорівна Степанова народилася 18 листопада 1882 в нинішній Україні, але з дитинства жила на Кубані. З восьми років батрачила: пасла гусей та качок, збирала хліб. З майбутнім чоловіком познайомилася, коли він приїхав до неї свататися. Чоловік Михайло Миколайович Степанов (1878–1934), бригадир колгоспу імені Г. М. Димитрова.
Степанови жили на хуторі Першого Травня (нині хутір Ольхівський) Тимашівського району Краснодарського краю. Народила п'ятнадцять дітей:
- чотирирічна Стеша, первісток і перша втрата, обварилася окропом;
- народилися мертвими двійнята-хлопчики;
- помер від свинки п'ятирічний Григорій;
- 1939 року пригоріла дочка Віра.

Вижили у Степанових десять дітей — дев'ять синів і дочка. Сини Є. Ф. Степанової (у порядку зображень на фотографії):
- Олександр Михайлович Степанов (старший) (1901—1918) — схоплений у полі, підданий тортурам і розстріляний білими на помсту за допомогу, надану сім'єю Степанових Червоній армії.
- Микола Михайлович Степанов (1903—1963) — пішов на фронт у серпні 1941 року у складі 5-го гвардійського Донського кавалерійського корпусу. Гвардії рядовий бився на Північному Кавказі, визволяв від німецьких загарбників Україну, кілька разів був поранений, дуже тяжко в жовтні 1944 року. Уламки пошкодили праву ногу. Частину їх витягли хірурги, а дехто так і носив у своєму тілі до останньої години. Повернувся з Німецько-радянської війни інвалідом, помер від ран.
Син: Валентин Миколайович Степанов[4].
- Василь Михайлович Степанов (1908—1943) — учасник Німецько-радянської війни. Призваний Тимашевським облвійськкоматом 21 травня 1941 року. Сержант Степанов В. М., командир відділення тяги 553-го артполку 106-ї стрілецької дивізії 9-ї армії, зник безвісти 30.10. 1941 року у бою за місто Джанкой Кримської АРСР. Потрапив у полон, 1942 року втік. У Нікольському районі Дніпропетровщини зв'язався з підпільниками, а через них — із партизанами. 2 листопада 1943 року, під час виконання завдання командування партизанського загону «За Батьківщину», Василь був знову схоплений гітлерівцями та кинутий у в'язницю. Розстріляний німцями у місті Нікополі у грудні 1943 року[5]. Похований у братській могилі в селі Сурсько-Михайлівка, на Дніпропетровщині. Дружина — Степанова Віра Іванівна.
- Пилип Михайлович Степанов (1910—1945) — бригадир-полевод із кубанського колгоспу імені 1-го Травня. У 1939 році виростив найбільший урожай зернових та цукрових буряків у Тимашевському районі та став учасником Всесоюзної сільськогосподарської виставки у Москві[4]. Учасник Німецько-радянської війни. Покликаний Тимашевським облвійськкоматом 22 травня 1941 року. Воював у Криму. Солдат 1-ї роти 1-го батальйону 699-го стрілецького полку[6], (за іншими даними — 629-го стрілецького полку[7]) потрапив у полон 24 травня 1942 року в Харківському «котлі»[8], помер 10 лютого 1945 року[9] у шталазі VI K (326) — таборі для військовополонених «Форелькруц», під Падерборном[10]. 
Дружина: Степанова Олександра Моїсіївна[6][11].
- Федір Михайлович Степанов (1912—1939) — навесні 1939 року після успішного закінчення курсів командирів у Краснодарі йому було надано звання «молодший лейтенант». Для проходження подальшої служби направлений у Забайкальський військовий округ. У ті роки Далекому Сході було неспокійно. 149-й Червонопрапорний мотострілецький полк, до якого прибув Федір, перебував у Центральній групі військ, у районі річці Халхин-Гол. Полку було наказано захопити висоти Піщану та Ремезовську. Рано-вранці 20 серпня 1939 року бійці піднялися в атаку. У жорстокому бою, піднявши взвод в атаку, молодший лейтенант Ф. М. Степанов загинув. За цей подвиг Указом Президії Верховної Ради СРСР командир взводу молодший лейтенант Ф. М. Степанов був нагороджений медаллю «За відвагу», посмертно[4].
- Іван Михайлович Степанов (1915—1942) — завідував Будинком піонерів, працював у Тимашевському райкомі ВЛКСМ. Був неодружений. Службу в Червоній армії розпочинав в Україні, 1937 року. Успішно закінчив Орджонікідзевське Червонопрапорне військове училище. Узимку 1940 року лейтенант Іван Степанов брав участь у боях з білофінами, показавши себе сміливим та рішучим командиром. Член ВКП(б). Молодший лейтенант Степанов, командир кулеметного взводу 310-го стрілецького полку 8-ї стрілецької дивізії, пропав безвісти на Західному фронті[12] між 22.06.1941 та 31.07.1941 року[13][14]. Потрапивши в полон, утік. Восени 1942 року Іван Степанов, знесилений, виснажений голодом, дістався села Великий Ліс. Смолевицького району, на північний схід від Мінська. Його сховали в родині колгоспника сільгоспартелі «Добра воля» П. І. Норейка. Одружився, партизанив. Загинув на фронті Німецько-радянської війни (розстріляний німцями). Похований у братській могилі у селі Драчково Смолевицького району Мінської області[15].
- Ілля Михайлович Степанов (1917—1943) — у жовтні 1937 року призваний на дійсну службу до армії. Через два роки випускника 10-го Саратовського автобронетанкового училища лейтенанта Іллю Степанову було призначено командиром 250-ї танкової бригади у Прибалтиці там і прийняв бойове хрещення в перший день Німецько-радянської війни. Був поранений у бою. Довго перебував у шпиталі в Ростові, а восени 1941-го приїхав до матері долікуватися. Згодом знову пішов на фронт, воював під Сталінградом. Знову шпиталь. У грудні 1942 року Ілля Степанов був поранений утретє. Капітан Степанов, командир роти управління 70-ї окремої танкової бригади 5-го танкового корпуса, загинув 14 липня 1943 року під час бомбардування в битві на Kyрській дузі[16]. Місце поховання: Орлівська область, Ульянівський район, Мелехівська сільрада, село Мелехово, 1500 м північно-східніше, в яру[17]. Перепохований у братській могилі у селі Афанасове Калузької області.[18] Кандидат у члени ВКП(б).
- Павло Михайлович Степанов (1919—1941) — Ленінградським райвійськкоматом у 1939 році був направлений на навчання до Київського артилерійського училища. Улітку 1941 року лейтенант Павло Степанов служив в Україні у 141-му гаубичному артилерійському полку 55-ої стрілецької дивізії Брянського фронту[19]. Член ВЛКСМ. Зник безвісти у грудні 1941 року на фронті Німецько-радянської війни у боях за Берестейську фортецю[20].
- Олександр Михайлович Степанов (молодший) (1923—1943) — народився 25 квітня 1923 року на хуторі Перше Травня Тимашевської волості Кубано-Чорноморської області (нині — хутір Ольхівський Тимашевського району Краснодарського краю). У РККА — з жовтня 1941 року. Після закінчення курсів в Орджонікідзевському військовому училищі в серпні 1942 року лейтенант Олександр Степанов був направлений під Сталінград. Командир взводу 50-мм мінометів 1-ї стрілецької роти 1133-го стрілецького полку 339-ї стрілецької дивізії ЧГВ Північно-Кавказького фронту старшого лейтенанта Степанова нагороджено орденом Червоної Зірки 25 квітня 1943 року за особисте знищення з міномета двох кулеметних ДЗОТів[21] . Восени 1943 року у складі стрілецького підрозділу гвардії старший лейтенант, командир 1-ї стрілецької роти 1-го гвардійського моторизованого батальйону, Олександр Степанов одним з перших форсував Дніпро і ціною великих зусиль разом зі своїми бійцями утримував плацдарм на правому березі, поблизу села Селище Канівського району Черкаської області. 2 жовтня на підступах до Києва, на ділянці Селище — Бобриця, було відбито шість потужних атак німців. Залишившись один, відбивав сьому атаку, особисто знищив 15 солдатів та офіцерів противника. Останньою гранатою підірвав себе і ворогів, що його оточили. За цей подвиг Олександр Степанов був удостоєний звання Героя Радянського Союзу, посмертно[22]. Похований у могилі № 642 у кургані на північній стороні села Бобриця Канівського району Черкаської області[23].

Маршал Радянського Союзу А. А. Гречко і генерал армії О. О. Єпішев в 1966 році писав Єпістинії Федорівні Степановій:

«Дев'ять синів виростили та виховали Ви, дев'ять найдорожчих для Вас людей благословили на ратні подвиги в ім'я Радянської Вітчизни. Своїми бойовими справами вони наблизили день Великої Перемоги над ворогами, прославили свої імена. …Вас, матір солдатську, називають воїни своєю матір'ю. Вам шлють вони синове тепло своїх сердець, перед Вами, простою російською жінкою, схиляють коліна».

Останніми роками Єпістинія Федорівна, персональна пенсіонерка союзного значення, жила в Ростові-на-Дону, в сім'ї єдиної доньки — вчительки Валентини Михайлівни Коржової. Там само і померла 7 лютого 1969. Солдатську матір поховали у станиці Дніпровської Тимашівського району Краснодарського краю з усіма військовими почестями. Через кілька років, 14 квітня 1974 року, про долю сім'ї Степанових було розказано в газеті «Комсомольська правда».
Рід Степанових не обірвався, у Єпістинії Федорівни на 2010 рік було 44 онуки та правнуки.

## Нагороди
- Єпістинія Федорівна Степанова, серед перших радянських матерів, була нагороджена орденом «Мати-героїня»[25].
- У 1977 році нагороджена (посмертно) орденом Вітчизняної війни І ступеня.

## Пам'ять

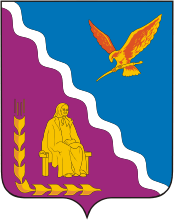
Образ матері на гербі Тимашівського району

- Похована у станиці Дніпровській Краснодарського краю біля вогню Вічної Слави. На обеліску серед імен загиблих односельців імена дев'яти її синів.
- У місті Тимашевську створено музей сім'ї Степанових (1970) та встановлено погруддя Героя Радянського Союзу Олександра Михайловича Степанова (1967).
- Образ солдатської матері зображений на гербі Тимашевського району, а також на гербі та прапорі Дніпровського сільського поселення.
- У Ростові-на-Дону Єпістинії Федорівні встановлено меморіальну дошку.
- У 1966 році режисери Борис Карпов і Павло Русанов створили документальний фільм про Єпістинію Федорівну Степанову — «Слово про одну російську матір» (приз Московського міжнародного фестивалю).
- У 1978 року Краснодарське товариство любителів книжки заснувало літературну премію імені Є. Ф. Ф. Степанової (із 2001 року має статус премії адміністрації Краснодарського краю). Урочиста церемонія нагородження лауреатів щорічно відбувається в місті Тимашевську, у музеї родини Степанових[26].
- 1982 року на хуторі 1-го Травня (нині — хутір Ольхівський) відкрито Будинок-музей Степанових.
- Поет Фелікс Чуєв присвятив Єпістинії Федорівні вірш[27].
- Центральна студія документальних фільмів присвятила Єпістинії Федорівні випуск кіножурналу «Радянський патріот», № 71 за 1984 рік.
- У 2005 році в серії «Життя чудових людей» вийшла окрема книга письменника Віктора Конова, присвячена Степановій, в якій наводяться документально підтверджені дати народження її та її чоловіка, а також три книги в боксі-обкладинці: Покришкін, Жуков, Єпістінья Степанова.
- Проводяться урочисті заходи, присвячені Є. Ф. Степанової[28].
- Образ Єпістинії Степанової на картині художника Григоровича Дмитра Сергійовича «Скорботна мати» посідає центральне місце в експозиції зали Музею «Меморіал Перемоги» у м. Красноярську[29]
- Поет Микола Тюрін написав вірш «Мати-героїня»[30]